# 4150 Starr
4150 Starr è un asteroide della fascia principale. Scoperto nel 1984, presenta un'orbita caratterizzata da un semiasse maggiore pari a 2,2332236 UA e da un'eccentricità di 0,1666964, inclinata di 3,19454° rispetto all'eclittica. Prende il nome dallo storico batterista dei Beatles, Ringo Starr (Richard Starkey).